# Gianstefano Ferrero
Pour les articles homonymes, voir Ferrero (homonymie).
Gianstefano Ferrero (né à Biella, au Piémont, Italie, le 5 mai 1474 et mort le 5 octobre 1510 à Rome) est un cardinal savoyard du XVIe siècle. 
Il est le frère du cardinal Bonifacio Ferrero (1517), l'oncle des cardinaux Filiberto Ferrero (1549) et Pier Francesco Ferrero (1561) et le grand-oncle du cardinal Guido Luca Ferrero (1565). Le cardinal Antonio Ferrero (1505) est aussi un parent.

## Biographie
Gianstefano Ferrero étudie à Padoue. Il est auditeur à la Rote romaine et protonotaire apostolique. Il est abbé commendataire de S. Stefano à Ivrée, de S. Salvatore di Casalvolone, de S. Stefano à Verceil, de Ss. Graziano e Felino di Arona et de S. Martino à Ivrée. En 1503, il est nommé coadjuteur avec droit de succession de Verceil et il succède en 1499. 
Il est créé cardinal in pectore par le pape Alexandre VI lors du consistoire du 28 septembre 1500. Sa création est publiée le 2 octobre 1500. En 1502, il est transféré à Bologne. Il est camerlingue du Sacré Collège en 1506 et 1507. En 1509 il est nommé administrateur apostolique d'Ivrée.
Le cardinal Ferrero participe au conclaves de 1503, lors desquels Pie III et Jules II sont élus papes.